# Matt Dolan
Pour les articles homonymes, voir Dolan.
Matthew John Dolan (né le 12 janvier 1965) est un homme politique et avocat américain qui siège au Sénat de l'Ohio depuis 2017, représentant le 24e district de l'État. Auparavant, il a siégé à la Chambre des représentants de l'Ohio de 2005 à 2010.
Le père de Dolan, Larry, a acheté les Guardians de Cleveland (alors appelés les Cleveland Indians) en 2000 et a offert à Matt une participation partielle dans l'équipe évoluant dans la Ligue majeure de baseball. Avant sa victoire électorale en 2016, Dolan faisait partie de l’équipe dirigeante du club, supervisant le budget et gérant le programme caritatif de l’équipe.
Le 20 septembre 2021, il annonce sa candidature pour l'élection au Sénat des États-Unis de 2022 dans l'Ohio. Il se présente en tant que républicain traditionnel et est le seul candidat à ne pas apporter un soutien total à Donald Trump durant la campagne. Il perd la primaire républicaine, arrivant en troisième position avec 23 % des voix. Le 17 janvier 2023, il annonce sa candidature pour l'élection sénatoriale de 2024 dans l'Ohio. Il perd de nouveau la primaire républicaine, cette fois en terminant à la deuxième place avec 32 % des voix.